# Емельяновский (Нижегородская область)
 Емельяновский  — опустевший посёлок в Починковском районе Нижегородской области. 

## География
Находится в южной части Нижегородской области на расстоянии приблизительно 23 километра по прямой на север-северо-запад от села Починки, административного центра района.  

## История
До 2020 года входил в состав Василево-Майданского сельсовета.

## Население
Постоянное население составляло 2 человека (русские 100%) в 2002 году, 3 в 2010.